# Proletära enhetspartiet
Proletära enhetspartiet (italienska: Partito di Unità Proletaria, PdUP) var ett kommunistiskt och socialistiskt parti i Italien, grundat i november 1972 och upplöst den 25 november 1984. Partiet uppgick i Italienska kommunistpartiet (PCI). Vid det nationella valet 1976 samarbetade PdUP med Proletär demokrati (PD), vilket gjorde att partiet erhöll tre av koalitionens totala nio mandat i den italienska deputeradekammaren. 1977 bröt sig vänsterfraktionen ur från PdUP för att gå samman med Proletär demokrati. I valet 1983 bildade PdUp en koalition med Italienska kommunistpartiet, som det slutligen slog sig samman med.